# Kasia Bortnik
Katarzyna „Kasia“ Bortnik (* 16. November 1976 in Breslau) ist eine polnische Jazzmusikerin (Gesang, Komposition).

## Leben und Wirken
Bortnik begann im Alter von fünf Jahren in der Grundschule in der Musikgruppe Smieszki zu singen. Danach besuchte sie eine Musikschule ersten Grades in Opole und nahm klassischen Gesangsunterricht bei Irena Torbus. Als Teenager gewann sie u. a. den ersten Preis beim Festival Cantate Deo (Gliwice) und den ersten Preis bei den Spring Pallotin Days (Warschau). Seit 1997 lebt Bortnik in Deutschland. An der Folkwang Hochschule der Künste studierte sie zwischen 1997 und 2002 Jazzgesang bei Silvia Droste. Während des Studiums war sie Mitglied im Jugendjazzorchester NRW, mit dem sie auch in Westeuropa, Weißrussland und Südkorea auftrat.
Bortnik sang in Uli Beckerhoffs Projekt „La Voce“ mit Norma Winstone. Mit der Ethno-Jazz-Band Disguise nahm sie die Alben Dwa sowie Chce auf und konzertierte 2003 beim „Førde Festival für traditionelle und Weltmusik“ in Norwegen; gemeinsam mit den Musikern von Swoją Drogą bildeten sie das Diswojdas Orkiestra (Preisträger Jazzwerk-Ruhr 2005) und veröffentlichten 2011 das Album Swoją Drogą & Goście. Gemeinsam mit Joachim Mencel und Adam Pieronczyk stellte sie bei den Hildener Jazztagen 2014 das Programm „Komeda New Interpretations“ vor.
Bortnik schreibt auch eigene Songs; 2009 erschien ihr erstes Solo-Album Maruszka bei Homemaster Records, 2019 ihr zweites Album The Moon Is Just a Fake. Auch vertonte sie Gedichte von Hilde Domin. Lieder von ihr sind auch auf Caroline Thons Album Eurasians Unity (Enja 2018) zu hören.
Derzeit ist sie mit dem Kasia Bortnik Trio, dem Quartett Kasienki & Tuwim sowie mit Hannah Köpf und Christina Michel im Swing-Trio Summerville Sisters aktiv. Weiterhin arbeitete sie als Gesangspädagogin an der JazzHausSchule Köln.